# Ханссон, Давид Хейнемейер
Давид Хейнемейер Ханссон (дат. David Heinemeier Hansson; род. 15 октября 1979 в Копенгагене) — датский программист, автор популярного веб-фреймворка Ruby on Rails, основатель проекта Instiki wiki и автогонщик, победитель в классе LMGTE Am (2014) и серебряный призёр в классе LMP2 (2013) чемпионата мира по гонкам на выносливость, победитель 24 часов Ле-Мана 2014 года в классе LMGTE Am. Работает в компании 37signals.

## Биография
В 1999 году организовал датский веб-сайт о новостях в сфере онлайн-игр и сообщество Daily Rush, которое поддерживал до 2001 года. После окончания обучения в Копенгагенской школе бизнеса и получения степени бакалавра в области компьютерных наук и делового администрирования в ноябре 2005 года переехал из Копенгагена в Чикаго.
В рамках работы в 37signals над проектом системы управления проектами Basecamp разработал программный каркас Ruby on Rails — инструментарий для построения веб-приложений на языке программирования Ruby. За создание Ruby on Rails в 2005 году был назван в OSCON экспертом года (Hacker of the Year). Является соавтором книги «Гибкая разработка веб-приложений в среде Rails» совместно с Дейвом Томасом, изданной в 2005 году.
В 2006 году появился на обложке июльского номера журнала Linux Journal, в котором было опубликовано интервью с ним. В том же месяце по версии журнала Business 2.0 он занял 34 место в списке пятидесяти самых значимых людей в сфере Веб 2.0.
В 2010 году вышла книга «Rework», написанная Ханссоном совместно с сооснователем 37signals Джэйсоном Фрайдом, посвящённая рекомендациям по организации стартапов, в 2013 году они же выпустили книгу «Remote: Office not required» о преимуществах удалённой работы.

## Гоночная карьера
| Легенда к таблице |                                                                    |
| --- | ------------------------------------------------------------------ |
| В таблице перечислены результаты всех гонок, в которых принимал участие гонщик. Строками таблицы являются сезоны, столбцами — этапы соревнований. В каждой клетке указаны сокращённое название этапа и результат, дополнительно обозначенный цветом. Расшифровка обозначений и цветов представлена в нижеследующей таблице. |                                                                    |
| \| Пример \| Описание \| \| ------------ \| ------------------------------------------------------------------ \| \| 1 \| Победитель \| \| 2 \| Второе место \| \| 3 \| Третье место \| \| 5 \| Финишировал, заработав очки \| \| Сход \| Не финишировал, но при этом заработал очки \| \| 12 \| Финишировал, не получив очков \| \| НКЛ \| Финишировал, но не попал в финальную классификацию \| \| 15 \| Участвовал вне зачёта, либо по отдельной классификации \| \| 18 \| Не финишировал, но попал в финальную классификацию \| \| Сход \| Не финишировал \| \| НКВ \| Не прошёл квалификацию \| \| НПКВ \| Не прошёл предквалификацию \| \| ДСК \| Дисквалифицирован \| \| ИСК \| Исключён из протокола соревнований \| \| ТТ \| Заявлен для участия только в тренировках \| \| НС \| Участвовал в квалификации, но не стартовал в гонке \| \| Т \| Травмирован или болен \| \| ОТК \| Отказ от участия \| \| НТР \| Прибыл на соревнования, но на трассу не выезжал \| \| НПР \| Был заявлен в числе участников, но не прибыл к началу соревнований \| \| О \| Соревнования отменены \| \| \| Не участвовал \| \| Поул-позиция \| \| \| Быстрый круг \| \| |                                                                    |
| Пример | Описание                                                           |
| 1 | Победитель                                                         |
| 2 | Второе место                                                       |
| 3 | Третье место                                                       |
| 5 | Финишировал, заработав очки                                        |
| Сход | Не финишировал, но при этом заработал очки                         |
| 12 | Финишировал, не получив очков                                      |
| НКЛ | Финишировал, но не попал в финальную классификацию                 |
| 15 | Участвовал вне зачёта, либо по отдельной классификации             |
| 18 | Не финишировал, но попал в финальную классификацию                 |
| Сход | Не финишировал                                                     |
| НКВ | Не прошёл квалификацию                                             |
| НПКВ | Не прошёл предквалификацию                                         |
| ДСК | Дисквалифицирован                                                  |
| ИСК | Исключён из протокола соревнований                                 |
| ТТ | Заявлен для участия только в тренировках                           |
| НС | Участвовал в квалификации, но не стартовал в гонке                 |
| Т | Травмирован или болен                                              |
| ОТК | Отказ от участия                                                   |
| НТР | Прибыл на соревнования, но на трассу не выезжал                    |
| НПР | Был заявлен в числе участников, но не прибыл к началу соревнований |
| О | Соревнования отменены                                              |
| | Не участвовал                                                      |
| Поул-позиция |                                                                    |
| Быстрый круг |                                                                    |

### Результаты выступлений в 24 часах Ле-Мана
| Год  | Команда                   | Напарники                     | Автомобиль                                             | Класс    | Круги | Место в общем зачёте | Место в классе |
| ---- | ------------------------- | ----------------------------- | ------------------------------------------------------ | -------- | ----- | -------------------- | -------------- |
| 2012 | OAK Racing                | Баз Лейндерс Максим Мартен    | Morgan LMP2-Nissan                                     | LMP2     | 341   | 14                   | 7              |
| 2013 | OAK Racing                | Оливье Пла Алекс Брандл       | Morgan LMP2-Nissan                                     | LMP2     | 328   | 8                    | 2              |
| 2014 | Aston Martin Racing       | Кристиан Поульсен Ники Тиим   | Aston Martin V8 Vantage GTE (Aston Martin Vantage GT2) | LMGTE Am | 329   | 19                   | 1              |
| 2015 | Extreme Speed Motorsports | Скотт Шарп Райан Дил          | Ligier JS P2-Honda                                     | LMP2     | 329   | 28                   | 10             |
| 2016 | Abu Dhabi-Proton Racing   | Халед Аль-Кубайси Патрик Лонг | Porsche 911 RSR                                        | GTE Am   | 330   | 28                   | 3              |

### Результаты выступлений в чемпионате мира по гонкам на выносливость
| Год  | Команда                   | Класс    | Шасси                       | Двигатель                    | Шины | 1       | 2     | 3     | 4     | 5     | 6     | 7        | 8     | 9     | Место | Очки  |
| ---- | ------------------------- | -------- | --------------------------- | ---------------------------- | ---- | ------- | ----- | ----- | ----- | ----- | ----- | -------- | ----- | ----- | ----- | ----- |
| 2013 | OAK Racing                | LMP2     | Morgan LMP2                 | Nissan VK45DE 4.5 L V8       | D    | СИЛ 2   | СПА 2 | ЛМН 2 | САН 6 | ТАМ 6 | ФУД 3 | ШАН 2    | БАХ 2 |       | 2     | 132,5 |
| 2014 | Aston Martin Racing       | LMGTE Am | Aston Martin V8 Vantage GTE | Aston Martin VK45DE 4.5 L V8 | M    | СИЛ 1   | СПА 2 | ЛМН 1 | ТАМ 2 | ФУД 1 | ШАН 2 | БАХ 1    | САН 2 |       | 1     | 198   |
| 2015 | Extreme Speed Motorsports | LMP2     | HPD ARX-03b Ligier JS P2    | Honda HR28TT 2.8 L Turbo V6  | D    | СИЛ ИСК | СПА 8 | ЛМН 5 | НЮР 6 | ТАМ 4 | ФУД 4 | ШАН Сход | БАХ 7 |       | 9     | 62    |
| 2016 | Abu Dhabi-Proton Racing   | LMGTE Am | Porsche 911 RSR             | Porsche 4.0 L Flat-6         | M    | СИЛ 5   | СПА 6 | ЛМН 2 | НЮР 4 | МЕК 1 | ТАМ 5 | ФУД 5    | ШАН 4 | БАХ 1 | 2     | 151   |